# Staatsschuldenquote in Polen

Entwicklung der öffentlichen Verschuldung in % des BIP

Die Staatsschuldenquote Polens gibt das Verhältnis zwischen den polnischen Staatsschulden einerseits und dem polnischen nominalen Bruttoinlandsprodukt andererseits an.

## Entwicklung in den letzten Jahren
Die Staatsschuldenquote Polens stieg aufgrund der Finanzkrise zwischen 2008 und 2013 an. Entsprach die Staatsverschuldung von 600,8 Mrd. Złoty Ende 2008 einer Staatsschuldenquote von 47,1 %, so erreichte die Staatsschuldenquote Ende 2013 angesichts eines Schuldenstandes von dann inzwischen 934,4 Mrd. Złoty einen Wert von 57,1 %. Im Jahr 2014 ging die Schuldenquote deutlich zurück, weil der Staat eine Reform von Pensionsfonds vorgenommen hat. Dabei wurden die Staatsanleihen im Besitz von privaten Pensionsfonds an einen staatlichen Rentenfonds übertragen. Damit hat die Regierung in Polen wieder mehr finanzielle Spielräume, da sie bei einer Staatsschuldenquote von über 55 % durch die Verfassung gezwungen wäre, zur Vermeidung eines weiteren Anstiegs schwerwiegende Maßnahmen zu ergreifen. Nach Überschreitung einer zweiten Grenze von 60 % wäre die Regierung gezwungen, den Haushalt ohne weitere Verzögerung auszugleichen.

## Prognostizierte Entwicklung
Der Internationale Währungsfonds geht davon aus, dass die Staatsschuldenquote Polens bis Ende 2019 bei einem Schuldenstand von dann 1.013,2 Mrd. Złoty auf 44,2 % zurückgeht.